# Allan R. Bomhard
Allan R. Bomhard es un académico independiente estadounidense que publica en el campo de la lingüística comparativa. Él es parte de un pequeño grupo de defensores de la hipótesis nostrática, según la cual las lenguas indoeuropeas, las lenguas urálicas, las lenguas altaicas y las lenguas afroasiáticas pertenecerían todas a una macrofamilia más grande.Entre los nostratistas, ha sido descrito como "un maximalista que lanza sus redes lo más ampliamente posible"entre lenguas remotas que generalmente no se cree que estén relacionadas.La teoría es ampliamente rechazada por los lingüistas convencionales como una teoría marginal.
Los lingüistas rusos Georgiy Starostin, Mijaíl Zhivlov y Alexei Kassian han criticado su trabajo como impreciso e "históricamente poco realista".

## Libros
- Hacia el protonostrático: un nuevo enfoque para la comparación del protoindoeuropeo y el protoafroasiático. Ámsterdam:  John Benjamins, 1984.[5]
- La hipótesis indoeuropea y nostrática. Charleston:  SIGNUM Desktop Publishing, 1996.[6]
- Reconstrucción proto-nostrática: fonología, morfología y vocabulario comparativos..  Leiden y Boston: Brill.  2 vols, 2008
- La hipótesis nostrática en 2011: tendencias y problemas.. Washington D. C.: Instituto para el Estudio del Hombre, 2011.[7]
- Una gramática introductoria a la lengua pali.  Charleston: Comunidad Budista de Charleston, 2012

Con John C. Kerns:
- La macrofamilia nostrática: un estudio sobre la relación lingüística a distancia.  Berlin, New York, NY, y Amsterdam:  Mouton de Gruyter, 1994.[8]

Con Arnaud Fournet:
- Los elementos indoeuropeos en hurrita. La Garenne Colombes / Charleston, 2010.[9]